# Gombaszög megállóhely
Gombaszög megállóhely Gombaszögön, a Rozsnyói járásban van (Szlovákia), melyet a Železničná spoločnosť Slovensko a.s. üzemeltetett. 2012. december 9-én megszűnt a regionális forgalom a vonalon.

## Vasútvonalak
Az állomást az alábbi vasútvonalak érintik:

## Kapcsolódó állomások
A vasútállomáshoz az alábbi állomások vannak a legközelebb:

## Története
Az 1958-as menetrendben még szerepel, az 1968-asban már Slavec jaskyňa néven van feltüntetve. 2012. december 9-én megszűnt a regionális forgalom a vonalon.